# Ectenessa ocellata
Ectenessa ocellata är en skalbaggsart som först beskrevs av Pierre Émile Gounelle 1909.  Ectenessa ocellata ingår i släktet Ectenessa och familjen långhorningar.
Artens utbredningsområde är Paraguay. Inga underarter finns listade i Catalogue of Life.